# Hans Dichand
Johann „Hans“ Hermann Dichand (* 29. Jänner 1921 in Graz; † 17. Juni 2010 in Wien) war ein österreichischer Journalist, Medienunternehmer und Herausgeber der Kronen Zeitung, die er 1959 in ihrer heutigen Form gegründet hatte.

## Leben

### Herkunft
Hans Dichand wurde am 29. Jänner 1921 als Sohn von Johann Dichand und dessen Ehefrau Leopoldine (geborene Stejskal) in Graz geboren und am 19. Februar 1921 auf den Namen Johann Hermann getauft. Die Familie lebte zu dieser Zeit auf der Adresse Josef-Pock-Straße 351 in der damals noch eigenständigen Gemeinde Gösting bei Graz. Dichands Vater war Schuhoberteilzuschneider, später Werkmeister bei Humanic in Graz und machte sich schließlich selbständig. Seine Mutter verdiente als Hausdame und Vorleserin bei einer österreichischen Gräfin ihr Geld. Als der Vater seine Schuhfirma verlor und verarmte, war die Familie mit dem dreijährigen Hans Dichand gezwungen, von der Villa im Stiftingtal bei Graz in eine Barackensiedlung am Murufer im Süden von Graz zu ziehen. Daran zerbrach die Ehe der Eltern.

### Ausbildung bis Karrierebeginn
Da es Dichands Traum war, Journalist zu werden, bewarb er sich schon im Alter von vierzehn Jahren bei der damaligen Kronen Zeitung. Der Chefredakteur Lipschütz riet ihm, eine Lehre als Schriftsetzer zu beginnen, um später in der Abendschule die Matura nachzuholen.
Dichand bekam bald eine Stelle bei einer Eggenberger Druckerei, die er bis zum Beginn des Zweiten Weltkriegs behielt. Bei seiner Musterung zum Kriegsdienst meldete er sich freiwillig zur Kriegsmarine, bei der er den gesamten Zweiten Weltkrieg blieb. Er gehörte nach eigenen Angaben zur Besatzung des Hilfskreuzers „Leverkusen“, einem 10.000-Tonnen-Transportschiff. Am 1. Mai 1941 sank das Schiff nach einem Torpedoangriff des britischen U-Boots „Upholder“. Hans Dichand gehörte zu dem Teil der Besatzung, der sich retten konnte. Beim Sprung ins Wasser brach er sich ein Bein und wurde vom Sog des untergehenden Schiffes erfasst und ins Schiffsinnere gesaugt. Das Schiff drehte während des Sinkens jedoch noch einmal, so dass er wieder herausgespült wurde. Nach mehreren Stunden mit einem gebrochenen Bein, Quetschungen und blutenden Wunden, geschützt durch die Schwimmweste und eine „Kulani“ genannte Jacke, wurde er von einem italienischen Zerstörer geborgen und in ein Lazarett bei Tripolis gebracht. Im Oktober 1945 kehrte Dichand nach Graz zurück. Durch einen absolvierten Büroschulungskurs der britischen Militärregierung wurde er bei der Bewerbung um einen Redakteurposten im britischen Pressedienst bevorzugt. Es war seine Aufgabe, aus dem Radio BBC Texte zu stenographieren und für den Druck in der Neuen Steirischen Zeitung aufzubereiten.

### Dichand als Journalist
Bereits 1946 wurde Dichand Chefredakteur und Verlagsleiter der Murtaler Zeitung, die damals den drei Parteien ÖVP, SPÖ und KPÖ gehörte. Danach ging er als Redakteur und Kolumnist zum Steirerblatt.
Durch einen Redakteur dieser Zeitung wurde er auch nach Wien zur Neuen Wiener Tageszeitung geholt, für die er zusammen mit Hugo Portisch im Ressort Außenpolitik arbeitete. Dichand und Portisch wurden gute Freunde, später wurde Portisch von Dichand für den Neuen Kurier von New York nach Wien zurückgeholt.
1949 bewarb sich Dichand bei der Kleinen Zeitung in Graz, womit er zunächst scheiterte. Durch seine Fähigkeit, aus Radionachrichten drucktaugliche Nachrichten zu produzieren, die er nach dem Krieg im britischen Dienst gelernt hatte, konnte er jedoch ein großes Problem der Kleinen Zeitung lösen. Denn die Österreichische Presseagentur APA, damals eine Genossenschaft aller Parteizeitungen, hatte sich geweigert, der Kleinen Zeitung ihren Nachrichtendienst zur Verfügung zu stellen. Dichand benutzte das Radio als eine Ersatz-Nachrichtenagentur und half so der Kleinen Zeitung bei ihrem Aufstieg. Bald wurde er ihr Chefredakteur.
1954 verließ Dichand die Kleine Zeitung und wurde Chefredakteur des sogenannten Neuen Kuriers, des heutigen Kurier. Dichand stand in dieser Position in direkter Konkurrenz mit Gerd Bacher, dem Chefredakteur der Zeitung Bild-Telegraf. Während des sogenannten Wiener Zeitungskriegs musste Dichand kurzzeitig zwei Zeitungen mit einer Redaktion herstellen.
Aufgrund eines Streites mit dem damaligen Herausgeber des Kurier, Ludwig Polsterer, verließ Dichand den Kurier und widmete sich der Wiedergründung der Kronen Zeitung.

### Kronen Zeitung
Nach dem Erwerb der Titelrechte für die Zeitung zu einem Preis von 170.000 Schilling waren Dichands Finanzreserven völlig ausgeschöpft. Der damalige Vizepräsident des Österreichischen Gewerkschaftsbunds (ÖGB), Franz Olah (SPÖ), schlug Dichand vor, die Finanzierung der Zeitung zu übernehmen. Er sorgte für einen Kredit über 12 Millionen Schilling bei der Zentralsparkasse. Kurt Falk, ein ehemaliger Persil-Angestellter, wurde von Olah als kaufmännischer Leiter vorgeschlagen. Am 11. April 1959 wurde die erste Ausgabe der Neuen Kronen Zeitung unter Führung Dichands gedruckt. 1974 kam es zum Verwürfnis mit Kurt Falk, der bis 1987 einen 50 %-Anteil an der Krone hielt.
Seit längerem befand sich Dichand im Streit mit dem zweiten Eigentümer der Zeitung, dem deutschen Medienkonzern WAZ, der sich nach dem Ausscheiden Kurt Falks an dessen Stelle 1989 mit 315 Millionen Mark zu 50 % an der Kronen Zeitung beteiligt hatte. (Nach Aussage Dichands in einem Fernsehporträt habe er zuvor vergeblich um Kredithilfe bei österreichischen Banken zur Auszahlung Falks angesucht.) Dichand befand sich insbesondere auch mit dem WAZ-Vertreter Erich Schumann im Streit. Die WAZ lehnte es ab, Dichands Sohn Christoph als neuen Chefredakteur der Krone zu akzeptieren, diese Entscheidung wurde jedoch von einem Schiedsgericht geltend gemacht. Trotz des nur 50 %-Anteils war Hans Dichand bis zu seinem Tod im Jahr 2010 Alleingeschäftsführer und Herausgeber der Kronen Zeitung und hatte das alleinige wirtschaftliche Entscheidungsrecht und einen garantierten Vorausgewinnanteil von 1 Million Euro pro Jahr. Mit seinem Tod erhält die WAZ, ihrem Hälfteanteil entsprechend, verbesserte Eigentümerrechte. Bis zuletzt versuchte Dichand die WAZ-Anteile an der Krone zurückzukaufen, was ihm jedoch nicht gelang.
Dichand war bis kurz vor seinem Tod täglich an seinem Arbeitsplatz im 16. Stock des Krone-Hochhauses anzutreffen, wo er sich vorrangig mit den Leserbriefseiten beschäftigte. Bis ins hohe Alter veröffentlichte „der Alte“, wie er in der Redaktion genannt wurde, unter den Pseudonymen Cato und Aurelius Kommentare.

### Einfluss auf Politik und Medien
Von Beobachtern der österreichischen Politik und des österreichischen Journalismus wird Hans Dichand über seinen Tod hinaus als einer der mächtigsten Männer des Landes angesehen. In der journalistischen Berichterstattung außerhalb der Kronen Zeitung, daneben auch in Kabarettprogrammen und Karikaturen wurde Dichand oft als „Kanzlermacher“ dargestellt, der durch seine publizistische Macht beeinflussen kann, wer in Österreich Wahlen gewinnt.
1984 unterstützte die Kronen Zeitung auf Initiative Dichands die Anliegen der Umweltschützer während der Besetzung der Hainburger Au und war damit an der Verhinderung der Errichtung eines Donaukraftwerkes in der Au und der Eingliederung in den Nationalpark Donau-Auen beteiligt. Als 1986 Kurt Waldheim, der ÖVP-Kandidat zur Präsidentschaftswahl, mit massiver Kritik wegen seiner Rolle während des Zweiten Weltkrieges konfrontiert wurde (Waldheim-Affäre), ergriff Dichand und mit ihm die Kronen Zeitung Partei für ihn und trug das Seine zu dessen Wahl bei.
Einen ersten deutlichen Umschwung brachte die Nationalratswahl 1999. Während des Wahlkampfs hatte Dichand die SPÖ mit ihrem Spitzenkandidaten Viktor Klima unterstützt. Wahlsieger mit den höchsten Stimmenzuwächsen war dennoch die FPÖ unter Haider, die knapp vor der ÖVP auf den zweiten Platz hinter der SPÖ kam. Auch konnte Dichand die von ihm persönlich abgelehnte Koalition von ÖVP und FPÖ nicht verhindern. Dies gilt als erste bedeutende politische Richtungsentscheidung Österreichs der letzten 30 Jahre, die gegen den deklarierten Willen von Hans Dichand und der Kronen Zeitung zustande kam.
Die filmische Dokumentation Kronenzeitung: Tag für Tag ein Boulevardstück der Belgierin Nathalie Borgers aus dem Jahr 2002 zeigt Dichand mit dem damaligen österreichischen Bundespräsidenten Thomas Klestil in der Wiener Hofburg beim gemeinsamen Kuchenessen – einem Gugelhupf. Danach führt Klestil Dichand stolz durch seine Arbeitsräume in der Hofburg. Dies wurde oft als Kniefall Klestils vor Dichand interpretiert und bestätigte nach Ansicht von Beobachtern den Machtstatus Dichands. Dichand selbst beschrieb seine Rolle, mit dem von ihm 1996 so betitelten Buch, als Im Vorhof der Macht stehend und relativierte sie kokett. So meinte er in einem Interview, er streichle lieber zu Hause seinen Hund, als politische Macht auszuüben. „Seinen Hund streicheln“ und „Gugelhupf-Essen“ sind seither stehende Bilder in österreichischen Kabarettprogrammen für die politische Macht Dichands. Diese Filmdokumentation wurde noch nie vom öffentlich-rechtlichen österreichischen Rundfunk gesendet – offiziell aufgrund journalistischer Defizite, da Borgers in einer kurzen Filmpassage unautorisiertes, offenbar nur durch Zufall aufgezeichnetes Tonmaterial der Hofburg-Visite verwendete. Der Film war bisher über Satelliten- und Kabelfernsehen auf ARTE zu sehen – daraufhin wurde einige Zeit das tägliche Programm des Kultursenders nicht mehr im täglichen Fernsehprogramm der Kronen Zeitung ausgewiesen – sowie im privaten Fernsehsender ATV.
Im Jahre 2007 erhielt Hans Dichand den österreichischen Big Brother Award für ein Leben als „Manipulator der Republik“, da Dichand die Reichweite seiner Tageszeitung für Kampagnenjournalismus nutze, um politische Stimmungen zu erzeugen.
Seit dem ersten Erscheinen der „Krone“, wie sie umgangssprachlich genannt wird, hat sie sich zur mächtigsten Tageszeitung Österreichs entwickelt. Sie „ist […] das Gesamtkunstwerk eines einzigen Mannes“ (Hans Rauscher im Standard). Laut Österreichischer Media-Analyse (MA) hat die Zeitung eine Reichweite von über 43 Prozent.

### Kunstsammlung

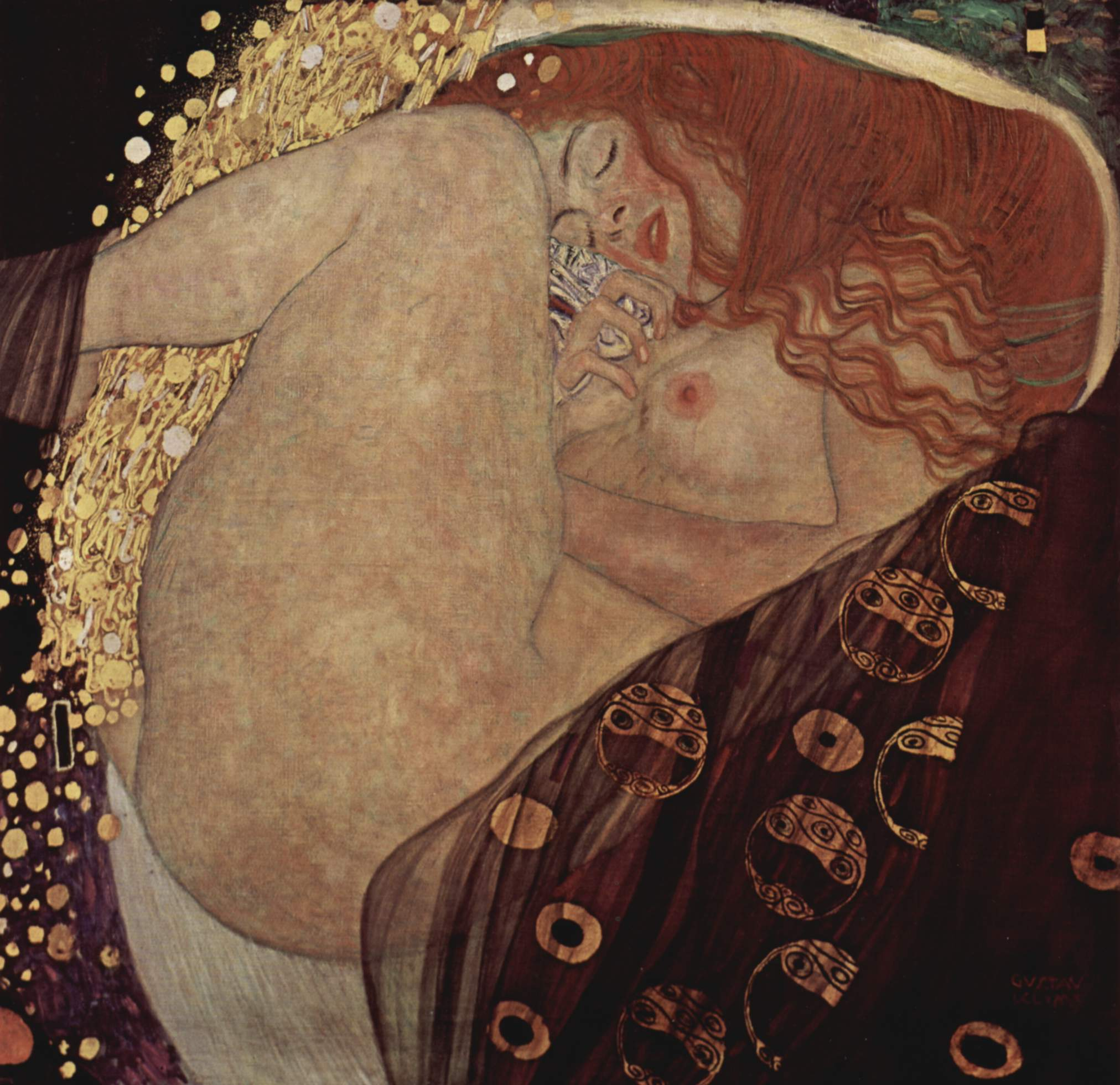
Klimts Danaë, 1907
Sammlung Dichand

Hans Dichand besaß eine der bedeutendsten privaten Kunstsammlungen Österreichs. Sie besteht überwiegend aus Werken des Jugendstils und der Klassischen Moderne aus Österreich, mit Schwerpunkten auf Klimt, Schiele, Kokoschka, Moll, Egger-Lienz, Gerstl, Kubin, Boeckl und Wotruba. Die Sammlung ist auf die verschiedenen Wohnsitze der Familie und teilweise auch auf Zollfreilager in der Schweiz verteilt. Von 1976 bis zu ihrer Schließung im Jahr 1995 war Dichand auch Eigentümer der traditionsreichen Galerie Würthle in der Wiener Weihburggasse, die zuletzt von seiner Tochter Johanna Dichand geführt wurde. Der Wert der Sammlung wurde bereits 2010 auf mehrere Hundert Millionen Euro geschätzt. Allein der Marktwert des Klimt-Gemäldes Danaë wird mit 50 bis 200 Millionen Euro taxiert (Stand erste Jahreshälfte 2025).
Es gibt keinen Katalog und keine der Öffentlichkeit zugängliche Liste der Kunstwerke im Dichand’schen Besitz. In einer für 2003 in der damaligen Kulturhauptstadt Graz geplanten Ausstellung sollten wesentliche Teile der Sammlung gezeigt werden. Das Projekt „scheiterte letztlich am Denkmalschutzgesetz, nach dem maßgebliche Werke der österreichischen Kunstgeschichte mit einem Ausfuhrverbot belegt werden können.“ Dies hätte den möglichen Verkaufswert gemindert. Daher verblieben die Werke im Ausland bzw. in der Anonymität.
Auch seine Schwiegertochter Eva Dichand hat eine bedeutende Kunstsammlung aufgebaut, allerdings mit Schwerpunkt auf zeitgenössischer Kunst.

## Privat
In erster Ehe war Dichand ab 9. Mai 1954 mit Grete Maria Wildner (* 15. September 1932; † 24. Oktober 2021), vom gleichnamigen Schuhhaus in Kindberg, verheiratet. Die kirchliche Trauung fand in der Pfarrkirche Kindberg und die standesamtliche in Graz statt.

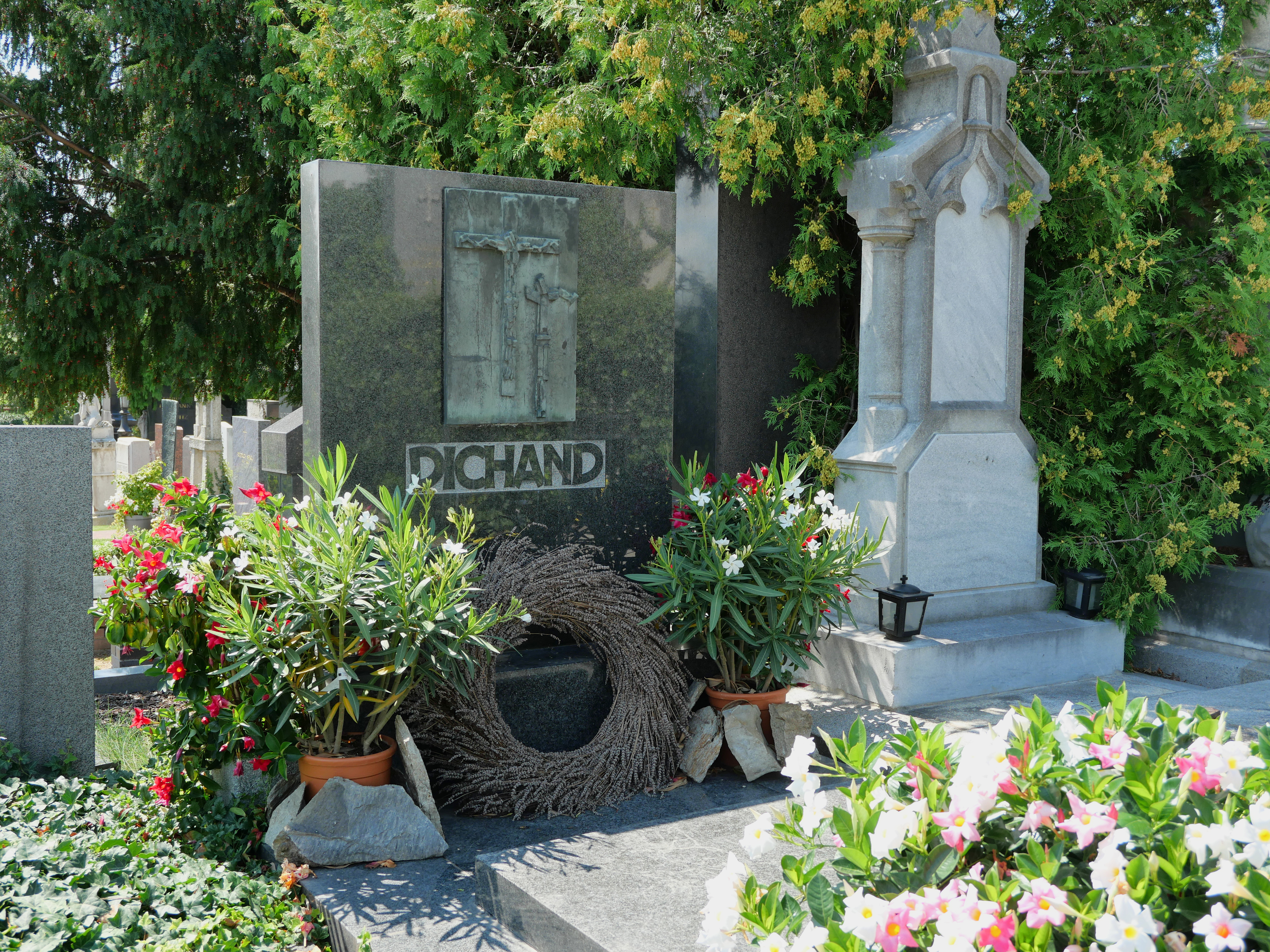
Das Grab von Hans Dichand auf dem Grinzinger Friedhof in Wien

Nach der Scheidung von seiner ersten Frau heiratete er am 30. Dezember 1961 in zweiter Ehe Helga Elisabeth Schneemayer (* 23. März 1937; † 13. Juni 2024), die er bei der Kronen Zeitung kennengelernt hatte und mit der er in weiterer Folge drei Kinder hatte. Ihr Sohn Christoph Dichand ist seit dem Jahr 2003 als Chefredakteur in der Krone beschäftigt. Michael und die Tochter Johanna sind nicht in der Zeitung engagiert. Dichands Schwiegertochter Eva Dichand, Ehefrau von Christoph, ist Herausgeberin der Gratiszeitung Heute.
Am 17. Juni 2010 starb Hans Dichand im Allgemeinen Krankenhaus Wien im Beisein seiner Familie an Nierenversagen, nachdem er bereits zuvor seit längerer Zeit altersschwach gewesen war. Er wurde auf dem Grinzinger Friedhof (Gruppe 6, Reihe 1, Nummer 9) bestattet.

## Schriften
- Kronen Zeitung. Die Geschichte eines Erfolgs. Orac, Wien 1977, ISBN 3-85368-832-2.
- Begegnung mit Paris. Mit 16 Reproduktionen nach Aquarellen von Lyse Casanova. Molden, Wien 1981, ISBN 3-217-01229-1.
- Die Künstler der klassischen Moderne in Österreich. Propyläen, Frankfurt am Main 1989, ISBN 3-549-05311-8.
- Im Vorhof der Macht. Erinnerungen eines Journalisten. Ibera & Molden, Wien 1996, ISBN 3-900436-36-3.